# Amazing (singel Inny)
Amazing – kolejna już odsłona piosenki z albumu Hot, rumuńskiej wokalistki Inny. Piosenka stylistycznie nawiązuje wyłącznie do stylu muzyki dance. Piosenka trwa 3 minuty 28 sekund.

## Scenariusz teledysku
Teledysk do „Amazing” rozpoczyna się powietrznym ujęciem na piaszczystą plażę Praia da Ursa, nad Atlantykiem – w miejscowości Sintra w Portugalii. Następnie na pierwszym planie we własnej osobie pojawia się Inna, z deską surfingową, ubrana w jednoczęściowy kostium kąpielowy. Do akcji przechodzi część wokalna utworu. Główny wątek przeplata się m.in. z wypatrującym ratownikiem, ujęciami powietrznymi plaży, ujęciami surferów itd. Podczas refrenu artystka w piance, szykuje się do surfowania. Potem widzimy, jak Inna wbiega do wody, i podejmuje próby surfowania. Rozpoczyna się kolejna seria ujęć na wątki poboczne. Następnie kolejne ujęcia wokalistki, tym razem w kolorowym (głównie błękitnym) bikini. Inna w chwili ujęcia tańczy pod prysznicem. Całej sytuacji przygląda się czwórka surferów, delektujących się lodami. Inna podchodzi do grupy plażowiczów i surferów, wita się z mężczyzną aby po chwili ruszyć z trójką surferów w odmęt morza. Po kolejnej serii wątków pobocznych akcja przenosi się na wodę, w chwili gdy „surferka” spada z deski i zaczyna tonąć. Ratownik rusza na ratunek. Po chwili wynurza się z Inną na rękach, chce podjąć próbę sztucznego oddychania (resuscytacji). Inna wstaje, i siada w objęciach ratownika. Podczas ostatniego refrenu teledysk powraca do wszystkich wątków zaaplikowanych w scenariuszu. Teledysk kończy się ujęciem wokalistki wraz z deską w dłoni na tle zachodzącego słońca.

## Notowania na listach przebojów
| Kraj     | Notowanie (2009) | Najwyższa pozycja |
| -------- | ---------------- | ----------------- |
| Rumunia  | Top 100          | 1                 |
| Bułgaria | Airplay Chart    | 1                 |
| Rosja    | Airplay Chart    | 3                 |
| Węgry    | Airplay Chart    | 12                |
| Czechy   | Airplay Chart    | 49                |